# Raoul Le Mouton de Boisdeffre

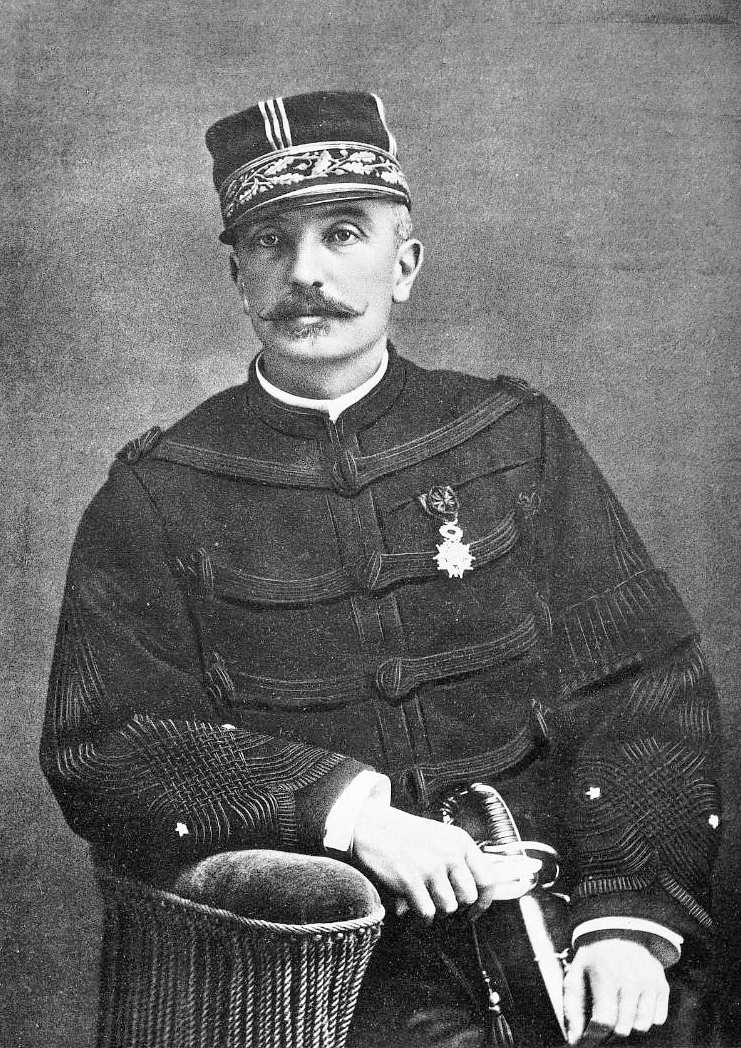
Raoul de Boisdeffre (1893)

Raoul François Charles Le Mouton de Boisdeffre (* 6. Februar 1839 in Alençon; † 24. August 1919 in Paris) war ein französischer Général de division. Während der Dreyfus-Affäre war er Chef des französischen Generalstabs.
Raoul de Boisdeffre war von 1879 bis 1880 französischer Militärattaché in Russland. 1887 wurde er zum Général de brigade und 1892 zum Général de division befördert. Er war 1892 entscheidend daran beteiligt, dass es zu einer ersten Allianz zwischen der Dritten Französischen Republik und dem zaristischen Russland kam. Es war ein wesentlicher Schritt, die Dritte Französische Republik aus ihrer politischen Isolation im ansonsten monarchistisch regierten Europa zu befreien.

## Rolle in der Dreyfus-Affäre
Raoul de Boisdeffre wurde 1893 zum Leiter des französischen Generalstabs; in seine Verantwortlichkeit fielen damit auch die Ermittlungen gegen den jüdischen Artillerie-Hauptmann Alfred Dreyfus, der im Generalstab diente. Alfred Dreyfus wurde am 22. Dezember 1894 wegen Landesverrats von einem Kriegsgericht zu lebenslanger Haft, militärischer Degradierung und Deportation verurteilt. Der Justizirrtum weitete sich zur Affäre aus, als der neue Chef des französischen Nachrichtendienstes, Oberstleutnant Marie-Georges Picquart, den tatsächlichen Landesverräter Ferdinand Walsin-Esterházy identifizieren konnte und sich den Forderungen seiner Vorgesetzten, zu denen Boisdeffre gehörte, widersetzte, das Fehlurteil gegen Dreyfus bestehen zu lassen.
Als Antwort auf Esterhazys Freispruch veröffentlichte der französische Autor Émile Zola am 13. Januar 1898 den Artikel J’accuse…!, der dieses Fehlurteil anprangerte. Der Artikel rückte den Fall Dreyfus in den Mittelpunkt der öffentlichen Diskussion und erregte weit über die Grenzen Frankreichs hinaus große Aufmerksamkeit. Zola wegen Verleumdung vor Gericht gestellt. In diesem Zusammenhang brachte General Pellieux mit dem Faux Henry ein Dokument ins Spiel, das angeblich eindeutig die Schuld Dreyfus’ belege. Boisdeffre bestätigte Pellieux’ Aussagen und wandte sich dann als Mahner an das Gericht:
„Sie sind das Gericht, Sie sind die Nation; wenn die Nation kein Vertrauen in die Führer ihrer Armee hat, in die Männer, welche die Verantwortung für die nationale Verteidigung tragen, dann sind diese Männer bereit, ihre schwere Aufgabe anderen zu überlassen, Sie müssen es nur sagen. Das ist mein letztes Wort.“
Nach Léon Blums Ansicht machte der Prozess deutlich, dass die Behauptungen Zolas zutrafen. Boisdeffres Worte, in der er eine Entscheidung zwischen der Armee und Zola sowie den Dreyfusverteidigern verlangte, hatten jedoch in der Öffentlichkeit und im Gerichtssaal einen starken Eindruck hinterlassen. Am 23. Februar wurde Zola zu einer Geldstrafe von 3.000 Franc und einem Jahr Gefängnis verurteilt. Ministerpräsident Méline bezeichnete am nächsten Tag in der Abgeordnetenkammer die Fälle Zola und Dreyfus als abgeschlossen.
Der neue Kriegsminister Godefroy Cavaignac ließ das Beweismaterial allerdings Monate später erneut untersuchen. Dabei kam zutage, dass Teile des Geheimdossiers gefälscht waren. Daran waren wesentlich Hauptmann Hubert Henry und der stellvertretende Leiter des Generalstabs, Charles Arthur Gonse, beteiligt. Hubert Henry beging am 31. August 1898 Selbstmord, Boisdeffre trat daraufhin von seinem Amt als Leiter des Generalstabs zurück. Die Entdeckung der Fälschung führte zu einem erneuten Kriegsgerichtsverfahren gegen Dreyfus, in dem er ein zweites Mal für schuldig erklärt wurde. Die Regierung Frankreichs begnadigte Dreyfus daraufhin. Boisdeffre zählte in dieser Zeit zu den entschiedenen Gegnern Dreyfus’ und blieb von seiner Schuld überzeugt. Dreyfus wurde erst im Jahr 1906 vollständig rehabilitiert.